# Martinus Dogma Situmorang
Martinus Dogma Situmorang (ur. 28 marca 1946 w Palipi, zm. 19 listopada 2019) – indonezyjski duchowny rzymskokatolicki, w latach 1983–2019 biskup Padang.